# The Annie Lennox Collection
The Annie Lennox Collection (en español: ‘la colección de Annie Lennox’) es el primer álbum de grandes éxitos de la cantautora escocesa Annie Lennox. Fue publicado el 9 de marzo de 2009 y también contiene dos canciones completamente nuevas, «Shining Light», originalmente una canción de Ash, y una versión del inusual lado B de Keane «Closer Now», retitulado como «Pattern of My Life». Las fotografías promocionales fueron tomadas por el cantante de rock Bryan Adams.

## Antecedentes
Sobre el álbum, Lennox dijo:
Parece que ha llegado la hora de publicar la Colección este año. Las canciones son atemporales, y se han convertido en "clásicos" por derecho propio.

Terminando su contrato con Sony BMG, Lennox publicó el álbum recopilatorio The Annie Lennox Collection. Con estreno inicial en septiembre de 2008, la fecha de publicación fue postpuesta varios meses para permitir a Lennox recuperarse de una lesión de espalda. La complicación fue publicada eventualmente en EE. UU. el 17 de febrero de 2009, y en el Reino Unido y Europa el 9 de marzo de 2009. En el álbum se incluían canciones de sus cuatro álbumes como solista, una de la banda sonora de Drácula de Bram Stoker y dos canciones nuevas. Una de estas es una versión de la canción de 2001 de la banda norirlandesa Ash «Shining Light», que se convirtió en el primer éxito en solitario top 40 en el Reino Unido de Lennox desde 1995, alcanzando la trigésimo novena posición. La otra es una versión de la canción de la banda inglesa Keane «Closer Now» (originalmente el lado B de su sencillo del 2000 «Call Me What You Like»), retitulada como «Pattern of My Life». La pista fue publicada digitalmente en el Reino Unido el 24 de mayo de 2009 como el segundo sencillo del álbum.
Una edición limitada de tres discos del álbum se publicó solamente en el Reino Unido el mismo día, conteniendo un segundo CD con canciones inéditas tales como la versión cover en directo de «Everybody Hurts» de R.E.M. con Alicia Keys y la canción de Lennox ganadora del Óscar «Into the West» de la película de 2003 El Señor de los Anillos: el retorno del Rey, así como una recopilación en DVD la mayoría de los vídeos en solitario de Lennox desde 1992 y dos actuaciones en directo.

## Rendimiento comercial
The Annie Lennox Collection debutó en segunda posición en la UK Album Chart, el quinto álbum top 10 de Lennox como solista y el cuarto álbum top 3. Permaneció siete semanas en el top 10  y veinticinco semanas en el top 100. El álbum alcanzó la trigésimo cuarta posición en la Billboard 200 en los Estados Unidos. Por otra parte, alcanzó el top 5 en Irlanda, Nueva Zelanda y Noruega, y el top 10 en Australia, Croacia y Dinamarca.

## Lista de canciones
Todas las canciones escritas y compuestas por Annie Lennox, excepto las señaladas. 
| N.º | Título                        | Escritor(es)                                              | Duración |  |
| 1.  | «Little Bird»                 |                                                           | 4:49     |  |
| 2.  | «Walking on Broken Glass»     |                                                           | 4:10     |  |
| 3.  | «Why»                         |                                                           | 4:53     |  |
| 4.  | «No More "I Love You's"»      | David Freeman, Joseph Hughes                              | 4:52     |  |
| 5.  | «Precious»                    |                                                           | 4:15     |  |
| 6.  | «A Whiter Shade of Pale»      | Gary Brooker, Matthew Fisher, Keith Reid                  | 5:18     |  |
| 7.  | «A Thousand Beautiful Things» |                                                           | 3:06     |  |
| 8.  | «Sing»                        |                                                           | 4:20     |  |
| 9.  | «Pavement Cracks»             |                                                           | 5:09     |  |
| 10. | «Love Song for a Vampire»     |                                                           | 4:19     |  |
| 11. | «Cold»                        |                                                           | 4:28     |  |
| 12. | «Dark Road»                   |                                                           | 3:47     |  |
| 13. | «Pattern of My Life»          | Tom Chaplin, Tim Rice-Oxley, Richard Hughes, James Sanger | 4:18     |  |
| 14. | «Shining Light»               | Tim Wheeler                                               | 4:29     |  |

| canciones adicionales de iTunes |                                              |          |  |
| N.º                             | Título                                       | Duración |  |
| 15.                             | «Walking on Broken Glass» (Versión acústica) | 4:40     |  |
| 16.                             | «Little Bird» (Versión acústica)             | 3:46     |  |

| Disco de edición limitada | |                                                   |          |  |
| N.º                       | Título                                                                                                 | Escritor(es)                                      | Duración |  |
| 1.                        | «Into the West»                                                                                        | Lennox, Fran Walsh, Howard Shore                  | 5:46     |  |
| 2.                        | «Ladies of the Canyon»                                                                                 | Joni Mitchell                                     | 3:43     |  |
| 3.                        | «Hush, Hush, Hush» (con Herbie Hancock)                                                                | Paula Cole                                        | 4:45     |  |
| 4.                        | «Many Rivers to Cross» (En directo desde Idol Gives Back)                                              | Jimmy Cliff                                       | 3:26     |  |
| 5.                        | «Dream Angus»                                                                                          | Tradicional                                       | 4:53     |  |
| 6.                        | «Mama»                                                                                                 | Björk                                             | 4:23     |  |
| 7.                        | «Everybody Hurts» (con Alicia Keys) (En directo desde la Black Ball de Keep a Child Alive Reino Unido) | Bill Berry, Peter Buck, Mike Mills, Michael Stipe | 6:17     |  |
| 8.                        | «Ev'ry Time We Say Goodbye»                                                                            | Cole Porter                                       | 3:56     |  |

| DVD de edición limitada |                                            |          |  |
| N.º                     | Título                                     | Duración |  |
| 1.                      | «Little Bird»                              |          |  |
| 2.                      | «Walking on Broken Glass»                  |          |  |
| 3.                      | «Why»                                      |          |  |
| 4.                      | «No More "I Love You's"»                   |          |  |
| 5.                      | «Precious»                                 |          |  |
| 6.                      | «A Whiter Shade of Pale»                   |          |  |
| 7.                      | «A Thousand Beautiful Things» (En directo) |          |  |
| 8.                      | «Sing»                                     |          |  |
| 9.                      | «Pavement Cracks» (En directo)             |          |  |
| 10.                     | «Cold»                                     |          |  |
| 11.                     | «Dark Road»                                |          |  |
| 12.                     | «Pattern of My Life»                       |          |  |
| 13.                     | «Shining Light»                            |          |  |
| 14.                     | «Something So Right»                       |          |  |
| 15.                     | «Waiting in Vain»                          |          |  |

## Listas

### Listas semanales
| Lista (2009)                    | Posición |
| ------------------------------- | -------- |
| Australian Albums Chart         | 10       |
| Austrian Albums Chart           | 27       |
| Belgium Albums Chart (Flanders) | 41       |
| Belgium Albums Chart (Wallonia) | 28       |
| Canadian Albums Chart           | 13       |
| Croatian Albums Chart           | 7        |
| Czech Albums Chart              | 18       |
| Danish Albums Chart             | 6        |
| Dutch Albums Chart              | 25       |
| European Top 100 Albums         | 3        |
| French Compilation Albums Chart | 21       |
| German Albums Chart             | 15       |
| Greek Foreign Albums Chart      | 20       |
| Irish Albums Chart              | 3        |
| Italian Albums Chart            | 4        |
| New Zealand Albums Chart        | 4        |
| Norwegian Albums Chart          | 4        |
| Polish Albums Chart             | 21       |
| Swiss Albums Chart              | 23       |
| UK Albums Chart                 | 2        |
| US Billboard 200                | 34       |
| US Rock Albums                  | 12       |

### Certificationes
| Certificaciones de Songs of Mass Destruction |       |         |
| Irlanda                                      | IRMA  | Oro     |
| Italia                                       | FIMI  | Oro     |
| Nueva Zelanda                                | RIANZ | Oro     |
| Reino Unido                                  | BPI   | Platino |

### Listas de final de año
| Listas (2009)           | Posición |
| ----------------------- | -------- |
| European Top 100 Albums | 81       |
| Italian Albums Chart    | 54       |

- Datos: Q1618998